# Malformations congénitales de l'intestin grêle

## Atrésies et sténoses
- atrésie du grêle
- sténoses
- pancréas annulaire

## Malrotations intestinales
- cæcum ascendant
- cæcum sous-hépatique
- duodénum mobile
- malrotation
- mésentère commun
- omphalocèle

## Anomalies fonctionnelles
- malabsorption des glucides
  - déficience en sucrase-isomaltase
  - déficience congénitale en lactase
  - déficience en tréhalase
  - malabsorption du sucrose-galactose
  - malabsorption du fructose
- malabsorption des protéines
  - déficience en entérokinase
  - maladie de Hartnup
  - maladie des langes bleus
  - malaborption de la méthionine
  - cystinurie
  - intolérance aux protéines avec lysinurie
  - syndrome de Lowe
  - syndrome de Joseph
- malabsorption des lipides
  - malaborption des sels biliaires
  - A-bêta-lipoprotéinémie
- entéropathie familiale
- malabsorption des électrolytes, vitamines ou oligo-éléments
  - diarrhée chlorée congénitale
  - acrodermatitis enteropathica
  - Maladie de Menkès
  - malabsorption du magnésium
  - malabsorption congénitale d'acide folique
  - malabsorption de la vitamine B12
    - syndrome de Imerslund-Gräsbeck
    - déficience en transcobalamine II